# Tarasiwka (rejon kramatorski)
Tarasiwka (ukr. Тарасівка) – wieś na Ukrainie, w obwodzie donieckim, w rejonie kramatorskim, w hromadzie Illiniwka. W 2001 liczyła 425 mieszkańców.